# Natalja Jurjewna Ragosina
Natalja Jurjewna Ragosina (russisch Наталья Юрьевна Рагозина; * 5. April 1976 in Abai, Kasachische SSR, Sowjetunion; auch bekannt als Natascha Ragosina) ist eine russische Boxerin.
Ragosina gewann 1996 und 1998 die Europameisterschaft im Kickboxen. 1999 wechselte sie zum Boxen und wurde 2003 Europameisterin.
Sie wurde 2004 in Deutschland bei Sport Events Steinforth Profi im Supermittelgewicht und wird von Torsten Schmitz trainiert. Im Juli 2005 besiegte sie die bekannte US-Amerikanerin Valerie Mahfood klar nach Punkten. Laila Ali, ihre anvisierte Traumgegnerin, konnte Mahfood hingegen zweimal vorzeitig besiegen.
Am 29. Oktober 2005 gewann Ragosina den vakanten Weltmeistertitel der WIBF und verteidigte ihn bisher viermal. Inzwischen ist sie auch im Besitz der Titel der WBA und GBU. Ragosina wird in der unabhängigen Computerweltrangliste BoxRec als die Nummer eins ihrer Gewichtsklasse geführt.Stand März 2008
Am 25. Mai 2007 traf Ragosina auf ihre frühere Gegnerin Dakota Stone, gegen die sie schon gewonnen hatte. Ragosina schlug Dakota Stone nach Punkten und verteidigte ihren Titel zum fünften Mal. Ein Kampf gegen Laila Ali wurde angestrebt. Das Management von Ali hat das Angebot von 1,2 Mio. Dollar abgelehnt. Am 15. Dezember 2007 besiegte Ragosina Akondaye Fountain in Dessau einstimmig nach Punkten und ist jetzt amtierende Weltmeisterin in den fünf Verbänden WIBF, WBA, WIBA, WBC und GBU.
Am 15. März 2008 gewann Natascha Ragosina durch ein einstimmiges Punkturteil zu ihren fünf Gürteln noch zwei neue Gürtel (IWBF und WIBC) hinzu und hat damit einen neuen Rekord aufgestellt. Sie ist nun siebenfache Weltmeisterin im Supermittelgewicht. Am 28. März 2009 kämpfte sie gegen Iva Weston aus Trinidad & Tobago und gewann den Kampf nach Abbruch in der sechsten Runde. Ragosina gewann am 3. Juli 2009 gegen die US-Amerikanerin Laura Ramsey nach Punkten.
Zuletzt kämpfte Ragosina am 3. Juli 2009 in Jekaterinburg gegen Pamela London aus Georgetown (Guyana) und gewann. Ragosina hat alle ihre 22 Kämpfe ihrer Karriere gewonnen, davon 13 mit K.o.

## Sonstiges
Ragosina wohnt in Moskau und ist seit 2019 Präsidentin der Amateur-Eishockey-Liga der Frauen.